# Teasienna
Teasienna is een geslacht van vliesvleugeligen uit de familie Pteromalidae. De wetenschappelijke naam van dit geslacht is voor het eerst geldig gepubliceerd in 2004 door Heydon.

## Soorten
Het geslacht Teasienna is monotypisch en omvat slechts de volgende soort:
- Teasienna eirene Heydon, 2004